# 邁氏小圓鯨鯛
邁氏小圓鯨鯛，為輻鰭魚綱鯨頭魚目倣鯨科的其中一種，分布於中西大西洋的加勒比海及墨西哥灣海域，屬深海魚類，棲息深度1280-2791公尺，體長可達6.6公分。